# Charley Patton
Charley Patton (bij Bolton (Mississippi), 1 mei 1891 – Indianola (Mississippi), 28 april 1934) was een Amerikaanse deltablues-muzikant. Hij was niet de eerste blueszanger, maar wel de eerste die algemeen bekend werd, vooral in het zuiden van Amerika.
Patton was zowel van zwarte, blanke als indiaanse afkomst. Zijn bekendste nummer is Pony Blues. Hij werd opgenomen in de Mississippi Musicians Hall of Fame.
Bob Dylan schreef High Water (For Charley Patton), dat in 2001 verscheen op het album Love and Theft.

## Muziek
De volgende nummers zijn in Ogg Vorbis. Waar drie sterren achter staan zijn de meest toegankelijke en bekende nummers.
- 18 34 Blues
- A Spoonful Blues ***
- Banty Rooster Blues
- Bird Nest Bound
- Down the Dirt Road Blues ***
- Dry Well Blues
- Elder Green Blues ***
- Going to Move to Alabama
- Green River Blues
- Hammer Blues
- High Sherriff Blues
- High Water Everywhere Part I
- High Water Everywhere Part II
- It Won't Be Long
- Mississippi Bo Weavil Blues
- Moon Going Down
- Pony Blues
- Poor Me ***
- Screamin' and Hollerin' the Blues
- Shake It and Break It ***
- Some These Days I'll Be Gone
- Stone Pony Blues
- Tom Rushen Blues
- When Your Way Gets Dark

- Biblioteca Nacional de España: XX1553620
- Bibliothèque nationale de France: cb13944099t (data)
- Gemeinsame Normdatei: 119041855
- International Standard Name Identifier: 0000 0003 5485 5285
- Library of Congress Control Number: n87113954
- MusicBrainz: c71b4f57-29da-4bf2-bccb-9dc81cd2d905
- Nationale Bibliotheek van Tsjechië: jo2016929126
- Nationale Bibliotheek van Israël: 987007326940305171
- Nationale Bibliotheek van Polen: a0000003357456
- Nederlandse Thesaurus van Auteursnamen: 100261388
- Système universitaire de documentation: 11837043X
- Virtual International Authority File: 63054406
- WorldCat: E39PBJtmvgCr86Hpy9J6qTVpyd